# Armoriale dei comuni della città metropolitana di Palermo
Questa pagina contiene le armi (stemmi e blasonature) della città metropolitana di Palermo e dei suoi 82 comuni.
| Stemma                          | Comune e blasonatura | Gonfalone |
| ------------------------------- | --- | --------- |
|                                 | Alia D'azzurro allo scaglione d'argento, accompagnato in capo a destra: da un grappolo d'uva bianca, al naturale; a sinistra: da un covone d'oro; in punta: da un crescente pure d'oro. Ornamenti esteriori di Comune secondo la popolazione R.D. del 5 dicembre 1886, RR.LL.PP. del 2 gennaio 1887 Gonfalone: Drappo di rosso… |           |
|                                 | Alimena |           |
|                                 | Aliminusa interzato in palo: nel PRIMO, interzato in fascia: A) d'oro, a cinque gigli d'azzurro, due, due, uno; B) di rosso, allo scudo d'argento, caricato di cinque scudetti d'azzurro, uno, tre, uno, e accompagnato sui fianchi da quattro torri d'oro, due e due, poste in palo; C) d'oro, a tre gigli d'azzurro, due, uno. Nel SECONDO, interzato in fascia: A) partito, nel primo, d'argento, al leone di rosso, rivoltato; nel secondo, inquartato in decusse, nel I e nel IV, d'oro, a quattro pali di rosso, nel II e nel III, d'argento, all'aquila coronata di nero; B) fasciato di quattro pezzi, di rosso e d'argento, caricato dallo scudo d'azzurro, ai tre gigli d'oro, due, uno; C) d'azzurro, ai sei gigli d'oro, tre, e tre, ordinati in fascia. Nel TERZO, d'oro, a sei palle, poste in orlatura, una, due, una, la prima, più grande, di azzurro, le altre di rosso. Ornamenti esteriori da Comune Gonfalone: Drappo partito di azzurro e di bianco, riccamente ornato di ricami d'argento e caricato dello stemma sopra descritto con la iscrizione centrata in argento, recante la denominazione del Comune. Le parti di metallo ed i cordoni saranno argentati. L'asta verticale sarà ricoperta di velluto dei colori del drappo con bullette argentate poste a spirale. Nella freccia sarà rappresentato lo stemma del Comune e sul gambo inciso il nome. Cravatta con nastri tricolorati dai colori nazionali frangiati d'argento D.P.R. del 25 settembre 1989, concessione di stemma e gonfalone |           |
|                                 | Altavilla Milicia D'oro, all'aquila di nero, linguata, allumata, armata di rosso, caricata dallo scudetto di azzurro, sovraccaricato della stella di otto raggi d'oro. Ornamenti esteriori da comune D.P.R. n. 12000 del 17 novembre 1992, registrato alla Corte dei conti il 19 gennaio 1993 Gonfalone: drappo di azzurro… |           |
|                                 | Altofonte D'azzurro, al monogramma d'oro di Altofonte D.C.G. del 3 ottobre 1932 Gonfalone: drappo partito di giallo e di azzurro… |           |
|                                 | Bagheria Sormontato da corona turrita, riporta a destra un leone rampante ed a sinistra un ramoscello di vite con grappoli d'uva. |           |
|                                 | Balestrate Torre merlata su spaccato, di cui il fondo della metà superiore è diviso in quattro bande giallo-arancione con sopra una balestra ed il fondo della metà superiore colore del mare con sopra una seppia. |           |
|                                 | Baucina D'azzurro, al monte Falcone di rosso, fondato sulla pianura di verde e uscente dai fianchi, con la sommità propinqua al lembo superiore, caricato del leone di San Marco, d'oro, nimbato dello stesso, alato d'oro, con la testa in maestà, con l'estremità dell'ala sinistra attraversante sull'azzurro, esso leone fermo sulla pianura. Ornamenti esteriori da Comune. Gonfalone: drappo di giallo… DPR 11 giugno 1997 |           |
|                                 | Belmonte Mezzagno Interzato in palo: nel primo, troncato: a) d'oro, a quattro gigli di verde, posti uno, due, uno; b) di rosso, alla bordatura d'argento, caricata da quattro plinti di rosso, due in capo, due in punta posti in palo; nel secondo, interzato in fascia: a) partito, a destra inquartato in decusse, d'argento e di rosso; a sinistra d'oro al leone rosso; b) d'azzurro a tre torri d'argento, murate di nero, poste due, una; c) d'argento, al leone di nero; nel terzo, di verde, alle sei palle d'oro, poste in orlatura, una, due, due, una. Ornamenti esteriori da Comune. D.P.R. del 6 aprile 1987 |           |
|                                 | Bisacquino Partito d'argento e d'azzurro, all'aquila dal volo abbassato coronata di rosso caricata di uno scudetto di nero alla banda di rosso accostata in capo da una stella (8) dello stesso e in punta da una fontana zampillante a tre ripiani, sovrastata da due corone reali di rosso. Il tutto attraversante la linea di partizione. Incongruenza tra disegno e blasonatura: manca lo scudo di base, quello partito d'argento e d'azzurro su cui si trova l'aquila; l'aquila è disegnata con la testa rivolta. Gonfalone: drappo partito di bianco e di azzurro… |           |
|                                 | Blufi Di cielo, al sole d'oro, accompagnato in punta dal ponte di due archi, d'oro, murato di nero, con ampie spallette uscenti dai lembi e con le luci del campo, fondato sulla campagna di azzurro, fiancheggiata a destra e a sinistra di verde. Il tutto sotto il capo di verde, caricato dalla Croce di Malta, di argento. Ornamenti esteriori da Comune. D.P.R. del 13 novembre 2002 Gonfalone: drappo troncato di giallo e di bianco, riccamente ornato di ricami d'argento e caricato dallo stemma sopra descritto con la iscrizione centrata in argento, recante la denominazione del Comune. Le parti di metallo ed i cordoni saranno argentati. L'asta verticale sarà ricoperta di velluto dei colori del drappo, alternati, con bullette argentate poste a spirale. Nella freccia sarà rappresentato lo stemma del Comune e sul gambo inciso il nome. Cravatta con nastri tricolorati dai colori nazionali frangiati d'argento. |           |
|                                 | Bolognetta Interzato in palo, il centrale di larghezza doppia, il primo troncato: a) d'argento a tre torri di rosso merlate di tre, disposte 2,1; b) d'oro ad un cuore di rosso accantonato da quattro gocce d'azzurro. Il secondo interzato in fascia: A) partito: a) di rosso ad una torre d'oro chiusa di nero, merlata di tre alla guelfa; b) inquartato in croce di Sant'Andrea: il primo ed il terzo d'oro; il secondo ed il quarto di verde; B) d'azzurro a tre gigli d'oro disposti 2,1; C) d'argento a quattro gigli disposti 2,2; il terzo d'azzurro a sei bisanti d'argento, il primo di diametro maggiore, ordinati 1,2,2,1 Incongruenza tra disegno e blasonatura: nel terzo centrale, prima fascia, l'inquartato in decusse è di verde e d'oro e non d'oro e di verde. Gonfalone: drappo di bianco riccamente ornato di ricami d'argento e caricato dello stemma con la iscrizione centrata in argento: Comune di Bolognetta D.P.R. dell'8 novembre 1982 |           |
|                                 | Bompietro Partito dal filetto di nero: nel primo, d'argento, all'eremita in maestà, il viso, gli avambracci, le gambe di carnagione, capelluto e barbuto di nero, vestito con la tunica d'oro, genuflesso con il ginocchio destro sul gradone della rupe di verde con pietre al naturale, digradante in banda, uscente dal fianco destro e fondata in punta, l'eremita avvolto dal serpente di verde di tre spire, con la testa a sinistra, linguata e allumata di rosso; nel secondo, d'argento, al gallo policromo al naturale, crestato e bargigliato di rosso, in profilo, sostenuto dal basamento rettangolare di azzurro, bordato di nero, caricato dalle due chiavi d'oro, decussate, con gli ingegni all'ingiù, legate di rosso, esso basamento fondato sulla campagna diminuita, di verde. Sotto lo scudo, su lista bifida e svolazzante di argento, il motto, in lettere maiuscole di nero, BONIPETRI OLEUM SALUS DIVI PETRI PATRONUS. Ornamenti esteriori da comune. D.P.R. del 6 novembre 1996 |           |
|                                 | Borgetto |           |
|                                 | Caccamo Di rosso, alla testa di cavallo strappata a cui è anteposto il triscelon (tre gambe umane unite a forma di triangolo con al centro un volto umano e tre spighe di frumento poste tra le gambe) Incongruenza tra disegno e blasonatura: la testa di cavallo è recisa e non strappata. |           |
|                                 | Caltavuturo Una torre medioevale con la figura di un avvoltoio appollaiato su un merlo. |           |
|                                 | Campofelice di Fitalia D'argento, ai tre scaglioni di rosso, al capo di rosso caricato dalla torre d'oro, merlata alla guelfa di 5, chiusa e finestrata di nero, accompagnata da 2 fasci di 6 spighe di frumento d'oro, legate e poste a ventaglio. Gonfalone: Drappo di giallo… D.P.R. del 2 marzo 1984, concessione di stemma e gonfalone |           |
|                                 | Campofelice di Roccella D'argento, a tre colline di verde; su quella di mezzo, uscente dal fianco sinistro, una torre quadrata di due palchi di rosso, murata e chiusa di nero, merlata alla ghibellina, addestrata da sei spighe di grano d'oro nodride. Ornamenti esteriori da Comune. D.P.R. 20 novembre 1972, reg. alla Corte dei Conti l'11 gennaio 1973, reg. n. 1 Presidenza – fg. n. 2. Gonfalone: drappo partito di bianco e di rosso , riccamente ornato di ricami d'argento e caricato dello stemma sopra descritto con l'iscrizione centrata in argento: “Comune di Campofelice di Roccella”. Le parti di metallo ed i cordoni saranno argentati. L'asta verticale sarà ricoperta di velluto dei colori del drappo, alternati con bullette argentate poste a spirale. Nella freccia sarà rappresentato lo stemma del Comune e sul gambo inciso il nome. Cravatta e nastri ricolorati dai colori nazionali frangiati di argento. |           |
|                                 | Campofiorito Interzato in fascia: nel primo partito di rosso alla torre d'argento, murata di nero, merlata di tre alla guelfa, e d'oro al leone di verde; nel secondo d'argento a tre rose di rosso, due, una; nel terzo d'azzurro a sei gigli d'oro, tre e tre; fiancheggiato a destra dal palo troncato d'argento a quattro gigli di nero, due e due, e di rosso; a sinistra del palo di rosso a sei bisanti d'argento, uno, due, due, uno. Gonfalone: Drappo di azzurro… |           |
|                                 | Camporeale |           |
|                                 | Capaci D'azzurro con due leoni rampanti situati ai lati opposti di un albero di pero sradicato dal quale pendono tre frutti d'oro e sopra il quale sovrastano tre stelle anch'esse d'oro Gonfalone: Drappo di giallo… |           |
|                                 | Carini D.P.R. del 25 marzo 1998 |           |
|                                 | Castelbuono D'azzurro, al castello d'oro, murato di nero, munito di tre torri, la centrale più alta e più larga, merlato alla guelfa, il fastigio di otto, le torri ciascuna di quattro, chiuso di rosso, finestrato dello stesso, due finestre nel corpo del castello, due nelle torri laterali, una e una, due ordinate in fascia nella torre centrale; esso castello fondato sulla collina tondeggiante di verde, fondata in punta e uscente dai fianchi. Ornamenti esteriori da Comune. D.P.R. del 22 dicembre 2010 Gonfalone: drappo di rosso… |           |
|                                 | Casteldaccia D'argento, alla torre di due palchi di rosso, mattonata di nero, aperta del campo, merlata alla guelfa, il palco inferiore di cinque, quello superiore di quattro, essa torre fondata sulla pianura erbosa di verde. Ornamenti esteriori da Comune D.P.R. del 19 settembre 1996 Gonfalone: drappo di rosso… |           |
|                                 | Castellana Sicula Interzato in fascia: il primo d'azzurro carico di una testa di donna turrita, accompagnata ai lati da due spighe di grano, il tutto d'oro; il secondo d'oro pieno; il terzo di rosso al cavallo d'argento sciolto e corrente in sbarra, con al collo la catena spezzata d'oro D.P.R. del 17 dicembre 1953 Gonfalone: drappo colore rosso riccamente ornato di ricami d'argento e caricato dello stemma comunale. Le parti di metallo ed i cordoni saranno argentati. L'asta verticale sarà ricoperta di velluto rosso con bullette argentate poste a spirale. Cravatta e nastri tricolorati dai colori nazionali frangiati d'argento |           |
|                                 | Castronovo di Sicilia D'argento, alla torre quadrata, merlata, aperta, e finestrata, al naturale, murata di nero, cimato di un'aquila dal volo spiegato, pure al naturale, coronata, imbeccata e membrata d'oro D.C.G del 24 settembre 1931 Gonfalone: Drappo di azzurro… |           |
|                                 | Cefalà Diana Una torre merlata con mezza luna e circondata da un ramoscello di ulivo ed uno di alloro, il tutto sormontato da una corona di colore rosso ed azzurro Gonfalone: Drappo partito di rosso e di azzurro… |           |
|                                 | Cefalù D'azzurro, ai tre cefali d'argento, posti in pergola, le teste convergenti verso il bisante d'oro, posto in cuore. Ornamenti esteriori da Città. Gonfalone: drappo di bianco con la bordatura di azzurro… D.P.R. del 12 dicembre 2006, concessione di stemma e gonfalone |           |
|                                 | Cerda Sormontato da una corona principesca, mentre nel primo quarto a sinistra troviamo un albero con alla base un lupo; nel secondo quarto a destra un leone rampante (dallo stemma del marche della Cerda); nel terzo quarto a sinistra un'aquila nera coronata (stemma Svevo di Sicilia), e nell'ultimo quarto a destra una fascia trasversale che va dall'angolo sinistro all'angolo basso di destra (stemma normanno di Sicilia) Incongruenza tra disegno e blasonatura: a prescindere dall'improprietà del linguaggio, sono blasonati solo il 1º, il 2º e il 4º quarto (il 1º è blasonato come fosse il 1º e il 3º); non è citato il 3º quarto. Stemma dal 2011: d'azzurro, alla quercia di verde, fustata al naturale, nodrita nella campagna di verde, addestrata e sinistrata da due lupi di rosso, passanti sulla campagna. Ornamenti esteriori da Comune. Gonfalone: drappo di rosso… D.P.R. del 18 aprile 2011, concessione di stemma e gonfalone |           |
|                                 | Chiusa Sclafani |           |
|                                 | Ciminna Troncato: nel 1º d'oro, al grifo passante sopra una scala posta in fascia e sulla troncatura, il tutto di nero; nel 2º d'azzurro, ad una mammella al naturale R.D. del 31 agosto 1928, RR.LL.PP. del 28 febbraio 1929 |           |
|                                 | Cinisi Un'aquila reale dipinta in nero con il petto decorato da gigli, torri e leoni |           |
|                                 | Collesano |           |
|                                 | Contessa Entellina Un'aquila bicipite nera, sormontata da una corona rossa, e al centro una colonna Gonfalone: Drappo di rosso… |           |
|                                 | Corleone Di rosso, al leone d'oro, tenente con la branca anteriore destra un cuore ardente al naturale. Lo scudo sarà fregiato dalla corona di Comune. Motto: ”animosa civitas corleonis Gonfalone: Drappo di color porpora della foggia regolamentare caricato dello stemma sopradescritto, sormontato dalla iscrizione centrata in argento comune di corleone Incongruenza tra disegno e blasonatura: il drappo è di rosso e non di porpora. D.P.C.M. del 30 ottobre 1929, trascritto nei registri della Consulta Araldica il 31 ottobre 1929 |           |
|                                 | Ficarazzi Interzato in palo: nel PRIMO, interzato in fascia: A) partito: a) d'oro, alla torre di rosso, aperta e finestrata del campo; b) d'oro, a tre sbarre di azzurro; B) d'argento, alla bordatura di rosso, caricata da quattro scudetti, d'azzurro, due e due, ordinati in palo; C) tagliato: a) di rosso; b) di nero, al leone d'oro. Nel SECONDO, interzato in fascia: A) partito: a) d'argento al leone di rosso; b) inquartato in decusse, nel primo e nel quarto, d'oro, a quattro pali, di rosso, nel secondo e nel terzo, d'argento, all'aquila coronata, di nero; B) di rosso, a due fasce d'argento, attraversate dallo scudetto d'azzurro a tre gigli d'oro, due, uno; C) d'oro, a quattro gigli d'azzurro, ordinati in fascia, due e due. Nel TERZO, d'oro, a sei palle, poste in bordatura, uno, due, due, una, quella in capo d'azzurro, le altre, di rosso. Ornamenti esteriori da Comune. D.P.R. 22 ottobre 1987 Gonfalone: Drappo d'azzurro… |           |
|                                 | Gangi Minotauro che si disseta alla fonte. |           |
|                                 | Geraci Siculo D.C.G del 30 aprile 1933 Gonfalone: Drappo di rosso mattone… D.C.G del 30 aprile 1933 |           |
|                                 | Giardinello Di colore rosso, alla cornucopia d'oro, ricolma di un grappolo di uva nera, di spighe di grano, fruttate e fogliate d'oro e di limone fogliate di verde ornamenti esteriori da Comune. |           |
|                                 | Giuliana Gonfalone: Drappo di azzurro… |           |
|                                 | Godrano Quadrangolare di colore rosso interrotto da una striscia bianca nella quale viene riprodotta una torre, nella parte in rosso vengono riprodotte tre spighe in oro. Lo stemma viene completato da una corona nella parte alta e circondata ai tre lati da foglie d'acanto e di alloro Incongruenza tra disegno e blasonatura: la descrizione è araldicamente impropria ed è presente un piano di verde non blasonato. Gonfalone: drappo tagliato di azzurro e di giallo… |           |
|                                 | Gratteri D'azzurro, alla fonte della Grotta Grattara, di roccia al naturale, con due vaschette colme d'acqua in dislivello; sopra la vaschetta superiore, una colomba sorante al naturale. Ornamenti esteriori da Comune. D.P.R. n. 2213 del 9 dicembre 1983 |           |
| Stemma in versione sannitica    | Isnello Scudo su fondo rosso sormontato da corona a tre torri e diviso in quattro fasce; la prima, dall'alto, raffigurante un'aquila con corona a cinque punte, successiva fascia azzurra con due stelle dorate a sei punte, fascia dorata e fascia azzurra con una stella dorata a sei punte. Gonfalone: drappo di rosso… |           |
|                                 | Isola delle Femmine |           |
|                                 | Lascari D'oro a dei ruderi di un antico Castello uscenti dal fianco destro dello scudo, sormontati da chiome d'alberi ed accostati da un torrione quadrangolare di rosso, merlato alla guelfa, sinistrato da tre costruzioni, pure di rosso, uscenti dal fianco dello scudo. Il tutto al naturale, fondato su pianura riarsa. |           |
|                                 | Lercara Friddi Di rosso, alle tre bande d'oro, timbrato da una corona di principe Incongruenza tra disegno e blasonatura: la blasonatura dovrebbe parlare di fasce e non di bande. Gonfalone: Drappo di azzurro… |           |
|                                 | Marineo |           |
|                                 | Mezzojuso Trinciato: nel 1° d'oro, nel 2° d'azzurro, al bue scorticato al naturale, uscente dal mare fluttuoso d'argento D.C.G del 31 gennaio 1929 |           |
| Stemma nella versione sannitica | Misilmeri Torre civica, sormontata da corona ducale e sorvolata da un colombo, intrecciata da due rami di alloro su campo azzurro Gonfalone: Drappo di rosso… |           |
|                                 | Monreale D'azzurro alla stella a otto punte d'oro. Ornamenti esteriori da Comune Gonfalone: drappo di azzurro… |           |
|                                 | Montelepre Di rosso all'aquila di nero. Ornamenti esteriori da Comune. D.C.G del 19 aprile 1933 |           |
|                                 | Montemaggiore Belsito Interzato in palo: nel PRIMO, troncato: A) d'oro, a quattro fiamme, di rosso, poste una, due, una; B) di azzurro, a sei gigli, d'oro, posti due, due, due. Nel SECONDO, d'argento, a sei gigli, di azzurro, posti tre e tre, al capo partito d'argento e di azzurro, caricato dal primo dalla torre di rosso, nel secondo dal leone d'oro, esso capo unito alla sottostante semirotella di azzurro, con la convessità all'ingiù, caricata da tre gigli d'oro, posti due, uno. Nel TERZO, d'oro, a sei palle, poste in orlatura, quella in capo, più grande, di azzurro, le altre, di rosso. Ornamenti esteriori da Comune. Gonfalone: Drappo partito di giallo e di azzurro… |           |
|                                 | Palazzo Adriano di rosso, all'aquila bicipite di nero, coronata all'antica d'oro sulle due teste, sostenenti fra gli artigli una lista bifida svolazzante, con la leggenda: universitatis palatii adriani. Ornamenti esteriori da Comune R.D. del 6 settembre 1928, RR.LL.PP. del 17 giugno 1929 Gonfalone: Drappo di quadrangolare di velluto rosso… |           |
|                                 | Palermo Di rosso, all'aquila romana d'oro, ad ali aperte, tenente con gli artigli una fascia carica delle iniziali S.P.Q.P. D.C.G. del 18 maggio 1942 Gonfalone: Drappo di rosso, frangiato d'oro caricato dell'aquila romana d'oro ad ali spiegate, tenente con gli artigli una fascia carica delle iniziali S.P.Q.P. Le parti di metallo ed i cordoni saranno dorati. L'asta verticale sarà ricoperta di bullette dorate poste a spirale. Nella freccia sarà rappresentato lo stemma della Città e sul gambo inciso il nome. Cravatta e nastri tricolorati dai colori nazionali frangiati d'oro. |           |
|                                 | Partinico Gonfalone: drappo di giallo bordato di verde… |           |
|                                 | Petralia Soprana Partito: nel primo, d'oro, al cardo delle Madonie sradicato, di verde, con screziature d'argento, nel secondo, di rosso, alla torre d'argento, murata di nero, chiusa e finestrata di due in fascia, dello stesso, il fastigio privo di merli, munita di tre torricelle, merlate alla ghibellina di tre, la centrale più alta e più larga, finestrata di tre, di nero, le laterali finestrate di uno, dello stesso. Ornamenti esteriori da Comune. Gonfalone: Drappo di giallo riccamente ornato di ricami d'argento e caricato dallo stemma sopra descritto con la iscrizione centrata in argento, recante la denominazione del Comune. Le parti di metallo e i cordoni sono argentati. L'asta verticale è ricoperta di velluto giallo con bulletti argentati posti a spirale. Nella freccia è rappresentata lo stemma del Comune e sul gambo è inciso Petralia Soprana. La cravatta è a nastri tricolorati dai colori nazionali frangiati d'argento. D.P.R. del 29 luglio 1993 |           |
|                                 | Petralia Sottana |           |
|                                 | Piana degli Albanesi Raffigura un'aquila bicipite ad ali spiegate con le teste coronate e sormontate da una stella a sei punte e con tre spighe di grano in ciascuna zampa. In una variante dello stemma, al centro, è ritratto l'eroe albanese Giorgio Castriota Scanderbeg. Incongruenza tra disegno e blasonatura: le due teste dell'aquila non sono coronate. Gonfalone: Drappo rettangolare a fondo azzurro o rosso, ricamato con fili di seta di colore giallo in varie tonalità, con al centro un tondo ornato di ricami in oro riproducenti la scritta Nobilis Planæ Albanensium Civitas e caricato dello stemma. |           |
|                                 | Polizzi Generosa Campo aureo con sette rose disposte in triplice ordine e sormontato da un'aquila reale. Incongruenza tra disegno e blasonatura: il campo è d'azzurro e non d'oro; la blasonatura è scorretta. Gonfalone: Drappo di azzurro… |           |
|                                 | Pollina Gonfalone: drappo troncato di azzurro e di rosso… |           |
|                                 | Prizzi Tre torri con al centro un soldato saraceno. |           |
|                                 | Roccamena |           |
|                                 | Roccapalumba D.P.R. del 15 luglio 1983 |           |
|                                 | San Cipirello Di argento al grappolo di uva nera, pampinata di due pezzi laterali, accostata nel canton destro del capo da una torre di rosso, merlata alla guelfa, aperta del campo, sinistrata da un rudere dello stesso. D.P.R. del 12 settembre 1953 Gonfalone: drappo tagliato di bianco e di rosso… |           |
|                                 | San Giuseppe Jato Uno scudo, suddiviso in tre parti uguali e sormontato da una corona merlata; la parte superiore, di colore rosso, porta tre artigli alati d'aquila d'oro ordinati in fascia; la parte inferiore di colore azzurro, porta cinque colonne al naturale, d'ordine dorico, corrose nei capitelli e fondate su una collina verde, Abbracciano lo scudo a destra un ramo di alloro, a sinistra un ramo di olivo, tenuti legati da un nastro azzurro. Incongruenza tra disegno e blasonatura: si trovano solo due parti e non tre. |           |
|                                 | San Mauro Castelverde Gonfalone: drappo partito di giallo e di rosso… |           |
|                                 | Santa Cristina Gela Torre, Colonna con alloro, Leone, Fascio di spighe, Palma dentro la corona di S. Cristina. Gonfalone: Drappo di bianco… |           |
|                                 | Santa Flavia |           |
|                                 | Sciara D.P.R. del 17 maggio 1986 Gonfalone: Drappo di rosso… |           |
|                                 | Scillato |           |
|                                 | Sclafani Bagni Due gru beccantesi in scudo dorato. |           |
|                                 | Termini Imerese di azzurro, alla montagna di verde, fondata in punta e uscente dai fianchi dello scudo, sostenente la figura di San Calogero, in maestà, benedicente, aureolato d'oro, con il viso e la mano di carnagione, vestito di nero e di argento, la montagna attraversata a destra dalla fanciulla vestita d'oro, il viso, il braccio destro, la gamba destra, di carnagione, capelluta d'oro, la chioma ornata di spighe d'oro, tenente con la mano destra la cornucopia d'oro, colma di frutti e spighe al naturale, essa montagna caricata in punta dalla capretta riposante, di argento, con la testa rivoltata, e, a sinistra, dalla figura di Stesicoro, vestito con la tunica di nero, curvo, il viso e le mani di carnagione, capelluto e barbuto di argento, tenente con la mano destra il bastone di nero, terminante a forcella, posto in banda alzata, e con la mano sinistra il libro di rosso. Ornamenti esteriori da città. Gonfalone: drappo trinciato di rosso e di giallo, riccamente ornato di ricami di oro e caricato dallo stemma sopra descritto con la iscrizione centrata in oro, recante la denominazione della città. Le parti di metallo ed i cordoni saranno dorati. L'asta verticale sarà ricoperta di velluto dei colori del drappo, alternati, con bullette dorate poste a spirale. Nella freccia sarà rappresentato lo stemma della città e sul gambo inciso il nome. Cravatta con nastri ricolorati dai colori nazionali frangiati d'oro. D.P.R. dell'8 novembre 1993, Trascritto nel Registro Araldico dell'Archivio Centrale di Stato, addì 9 dicembre 1993, Trascritto nei registri dell'Ufficio Araldico, addì 20/01/1994 (Reg. anno 1993 pag. n. 95) |           |
|                                 | Terrasini Scudo sormontato da corona, diviso in 2 settori uguali: il settore di sinistra è a quadretti romboidali azzurri e bianchi, il settore di destra contiene una gru, simbolo della famiglia La Grua, sormontata da corona. Gonfalone: drappo di rosso… |           |
|                                 | Torretta Di rosso alla torre cimata da un'aquila nascente, il tutto d'oro. Lo scudo sarà sormontato da corona formata da un cerchio di muro d'oro, aperto di quattro porte, sormontato da otto merli dello stesso, uniti da muricciuoli d'argento. R.D. del 4 luglio 1889 |           |
|                                 | Trabia D'azzurro, al leone d'oro coronato dello stesso, armato e linguato di rosso, alla bordatura scaccata d'argento e di rosso di ventisei pezzi. Ornamenti esteriori da Comune. Gonfalone: Drappo partito di bianco e di rosso… D.P.R. n. 1060 del 5 febbraio 1987, concessione di stemma e gonfalone |           |
|                                 | Trappeto Inquartato: nel primo, trinciato di azzurro e di rosso, ai due bisanti d'oro, uno e uno; nel secondo, di rosso, alle due api d'oro, poste in palo; nel terzo, d'oro, all'ancora di nero, con la trabe di rosso; nel quarto, di azzurro, alle cinque spighe di grano, impugnate, d'oro, legate di argento. Ornamenti esteriori da Comune. Gonfalone: Drappo di bianco, riccamente ornato di ricami d'argento e caricato dallo stemma comunale con la iscrizione centrata in argento, recante la denominazione del Comune. Le parti di metallo ed i cordoni saranno argentati. L'asta verticale sarà ricoperta di velluto bianco, con bullette argentante poste a spirale. Nella freccia sarà rappresentato lo stemma del Comune e sul gambo inciso il nome. Cravatta con nastri tricolorati dai colori nazionali frangiati d'argento. |           |
|                                 | Ustica |           |
|                                 | Valledolmo Campo di cielo, al castello medievale turrito accostato da un olmo di verde piantato su di una campagna di verde in uno scudo alla francese sovrastato da una corona e circondato in basso da due rami di quercia e d'alloro annodati da un nastro. Gonfalone: Drappo di azzurro… |           |
|                                 | Ventimiglia di Sicilia Gonfalone: Drappo di bianco bordato di azzurro… |           |
|                                 | Vicari D'azzurro, al mastio fortificato da tre torri, d'oro, chiuso e finestrato di nero, uscente da un mare d'argento, fluttuoso di verde. D. M. del 14 giugno 1902 |           |
|                                 | Villabate Partito semitroncato a destra, nel primo in alto, di verde, alla "V" d'oro, nel secondo in basso, di rosso, al mandarino fogliato e penducolato, il tutto al naturale, nel terzo a destra d'azzurro, alla torre merlata e finestrata, fondata sulla pianura verdeggiante. D.P.R. del 27 dicembre 1991 |           |
|                                 | Villafrati Di cielo, all'aquila bicipite, posta nel punto d'onore, di nero, allumata e linguata di rosso, caricata dallo scudo di rosso, alla croce d'argento, essa croce sopraccaricata da nove campane di nero, poste in croce, il tutto accompagnato in punta da nove spighe di grano, impugnate, d'oro, legate di verde. Ornamenti esteriori da Comune. D.P.R. del 22 giugno 2005 Gonfalone: drappo di bianco con la bordatura di verde… |           |